# Пам'ятник башкирським кіннотникам (Петрово-Красносілля)

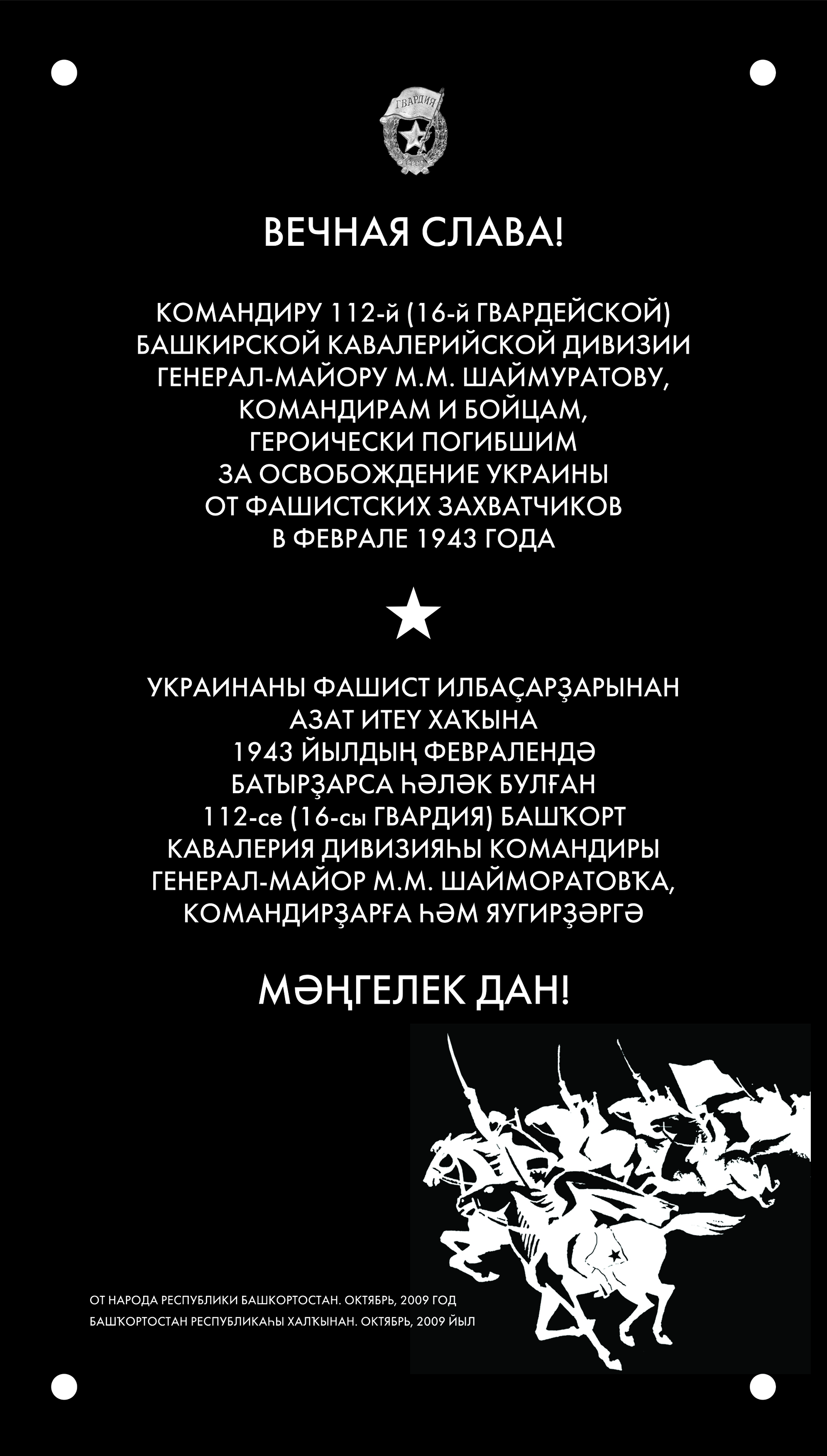

Пам'ятник башкирським кіннотникам — пам'ятник установлений з увічнення пам'яті 112-ої Башкирської кавалерійської дивізії на «Сквері башкирських кіннотників» м. Петрово-Красносілля Луганської області України.
Рішенням міської ради м. Петріво-Красносілля в центрі міста було відведено спеціальну ділянку для створення скверу та встановлення пам'ятного знаку. Пам'ятник та сквер відкрито 3 жовтня 2009 року в рамках акції з увічнення пам'яті загиблих воїнів 112-ї Башкирської кавалерійської дивізії та 110-річчя від дня народження М. М. Шаймуратова «Шляхами славних кіннотників». Сквер є ландшафтним меморіальним комплексом, композиційним центром якого є «Пам'ятник башкирським кіннотникам». Пам'ятник є гранітною брилою заввишки 1,8 м, встановленою на підніжжі. На гранітній брилі встановлена вертикальна плита з написом російською та башкирською мовами «Вічна слава! Командиру 112-ї (16-ї гвардійської) Башкирської кавалерійської дивізіїгенерал-майору М. М. Шаймуратову, командирам і бійцям, які героїчно загинули за визволення України від фашистських загарбників у лютому 1943 року» та викарбуваним малюнком кавалеристів, що скачуть.
«112-я гвардійська Башкирська кавалерійська дивізія» була створена за національно-регіональною ознакою для участі у Німецько-радянській війні в Уфі у грудні 1941 року. М. М. Шаймуратов командував дивізією з 25 грудня, загинув 23 лютого 1943 між селищами Штерівського динамітного заводу імені Г. Г. Петровського (Петрово-Красносілля) та Юлине (Штерівка) Ворошиловградської області.